# Públio Trebônio
Públio Trebônio (em latim: Publius Trebonius) foi um político da gente Trebônia nos primeiros anos da República Romana, eleito tribuno consular em 379 a.C.. Seu nome aparece nos Fastos Capitolinos e na obra de Diodoro Sículo, mas não está na lista de Lívio.

## Identificação
A gente Trebônia, de origem plebeia, era bastante antiga e ganhou destaque entre os romanos já em 447 a.C., mas nenhum de seus membros obteve o consulado durante o período republicano, época na qual, igualmente, não se encontra nenhum de seus membros mencionado com algum prenome.

## Tribunato consular (379 a.C.)
Segundo Lívio, foram eleitos tribunos em 379 a.C. Públio Mânlio Capitolino, Caio (ou Cneu) Mânlio Vulsão, Lúcio Júlio Julo, Caio Sextílio e Lúcio Antíscio. Segundo os Fastos Capitolinos, foram eleitos ainda Públio Trebônio e Caio Erenúcio.
Este foi um ano para o qual foram eleitos um número igual de tribunos patrícios e plebeus.
Lúcio Júlio permaneceu em Roma enquanto o comando da campanha contra os volscos foi entregue, através de um procedimento extraordinário, a Públio Mânlio e seu irmão, Caio Mânlio. Apesar da inexperiência dos comandantes, a campanha só não terminou como uma derrota completa graças ao valor dos soldados romanos.